# Акбаров, Хабибулла Асатович
Хабибулла Асатович Акбаров (узб. Habibulla Akbarov; 24 марта 1936, Ташкент — 8 апреля 2023) — советский и узбекский геолог, академик Академии наук Узбекистана, доктор геолого-минералогических наук, профессор.

## Биография
Родился в Ташкенте 24 марта 1936 года. Окончил Среднеазиатский политехнический институт. С 1958—1992 годах работал в Среднеазиатском научно-исследовательском институте геологии и минерального сырья. В 1967 году защитил кандидатскую диссертацию по теме «Геолого-структурные типы полиметаллических рудных полей и месторождений Средней Азии и особенности их разведки». В 1986 году защитил докторскую диссертацию по теме «Геолого-структурные условия размещения и прогнозирование оруденения на полиметаллических рудных полях Тянь-Шаня». В 1992 году назначен проректором Ташкентского государственного технического университета. Организовал на базе университета центр по подготовке инженеров-геологов. В 1989 году стал членом-корреспондентом Академии наук Республики Узбекистан, а в 1994 году избран действительным членом Академии. С 1996 по 2001 года являлся председателем Отделения наук о Земле Президиума Академии наук Республики Узбекистан.
Умер 8 апреля 2023 года.

## Научные достижения
Разработал методы анализа локализации процессов оруденения и крупномасштабного картографирования составления при поисках и разведке месторождений полезных ископаемых. Акбаров предложил классификацию полиметаллических рудных полей и месторождений, которая включает пять групп (складчатые, разрывные, вулканотектонические, контактовые и комбинированные) и 23 типа. Он выявил условия благоприятные для локализации рудных ископаемых. В соавторстве с П. А. Шехтманом и В. А. Королевым была предложена методика количественного прогнозирования оруденения в глубоких горизонтах и флангах рудных месторождений с использованием компьютерных технологий. Участвовал с докладами на множестве конференций в Узбекистане, Казахстане, России, США, Китае, Франции, Индии, Бразилии и других странах. Его учениками защищено семь кандидатских и пять докторских диссертаций. В период с 1964 по 1990 годы был председателем или членом организационных комитетов семинаров, посвященных крупномасштабному картографированию и детальному количественному прогнозированию месторождений.
Акбаров являлся членом Национального комитета геологов Узбекистана, участвовал в работе редколлегий журналов «Геология и минеральные ресурсы», «Вестник Ташкентского государственного технического университета».

## Награды
- Орден «За бескорыстную службу» (24 августа 2021) — за особые заслуги в повышении научно-интеллектуального потенциала и духовности нашего народа, развитии сфер образования, здравоохранения, культуры, литературы, искусства, физического воспитания и спорта, а также средств массовой информации, большой вклад в обеспечение прогресса страны, укрепление мира и социально-духовной стабильности в обществе, воспитание здорового и гармонично развитого молодого поколения в духе патриотизма, а также активную общественную деятельность[4].

## Публикации
Им опубликованы 708 научных работ включая 19 монографий.
- Акбаров Х. А. Геолого-структурные типы полиметаллических рудных полей и месторождений Средней Азии. — Ташкент: ФАН, 1975, — 200 с.
- Акбаров Х. А., Умарходнаев М. У., Исматуллаева Л. А. Геолого-структурные условия размещения оруденения на полиметаллических рудных полях Тянь-Шаня. — Ташкент: Фан, 1981. — 219 с.